# Dirhinus antonii
Dirhinus antonii är en stekelart som beskrevs av Schmitz 1946. Dirhinus antonii ingår i släktet Dirhinus och familjen bredlårsteklar. Inga underarter finns listade i Catalogue of Life.